# 巴蒂冰川
70°52′11″S 67°45′33″E / 70.86972°S 67.75917°E
巴蒂冰川（英語：Battye Glacier）是南極洲的冰川，最終注入查爾斯王子山脈中阿拉米斯山脈地區的拉多克湖，該冰川根據澳大利亞研究隊的空中照片被繪入地圖，以冰川學家命名。